# Jean-Louis Agobet
Jean-Louis Agobet (* 21. April 1968 in Blois, Centre-Val de Loire, Frankreich) ist ein französischer Komponist. Der Schwerpunkt seiner Musik liegt auf akustischen Besetzungen, die teilweise durch Live-Elektronik ergänzt werden.

## Leben
Agobet studierte am Conservatoire National de Nice, der ENM Aix-en-Provence und am Conservatoire National Superieur de Musique in Lyon. Zusätzlich besuchte er Kurse bei Luigi Nono am Centre Acanthes. Seit den 90er Jahren schreibt er Werke für international bekannte Orchester, Dirigenten und Solisten.
Von 1996 bis 2001 arbeitete er regelmäßig am IRCAM in Paris. Als Ex-Stipendiat der Villa Medici in Rom (1993–1996) war er von 1998 bis 2000 Komponist in residence beim Orchestre national von Montpellier und von 2001 bis 2005 bei den Straßburger Philharmonikern, wo er auch für die musikpädagogische Abteilung verantwortlich war. 2006 gewann er bei den Victoires de la musique classique den Preis für die beste Aufnahme, außerdem wurde ihm im September 2006 von der SACEM der Prix Claude Arrieu verliehen.
Agobet unterrichtete von 2008 bis 2011 Komposition am Conservatoire in Caen, Normandie und war dort 2010 Composer in Residence beim Festival Aspects des Musiques d'Aujourd'hui. Seit 2011 ist er Professor für Komposition am Conservatoire Bordeaux. Seine Werke werden bei Jobert in Paris und bei peermusic classical in Hamburg veröffentlicht.

## Werke (Auswahl)

### Kammermusikwerke
- Leben (2009) für Violoncello und Klavier
- Tonfall (2008) für Fagott solo
- Owen fragments (2008) für Rezitation und Streichquartett mit Solobratsche
- Owen fragments II (2008) für Bratsche und Violoncello
- Owen fragments III (2008) für zwei Violinen und Bratsche
- Owen fragments IV (2008) für Bratsche solo
- Spectre (2008) für Bassflöte und Schlagzeug
- Les ombres dansent (2006) für zwei Klarinetten und Resonanzklavier
- Cobalt (2004) für Horn in F und Resonanzklavier ad lib.
- Régénération (2002–2008) für drei Klarinetten
- Ciaccona (2002), für Klarinette und Violoncello
- Encore ! for Sacha (2000) für Klavier
- Nuée (1995) für Flöte solo
- Points vacillants (1994–95, revidierte Fassung 2000) für Tuba und Elektronik
- Nuée-Traces (1993–1994) für Flöte und Elektronik
- Strati (1992) für Klavier solo

### Orchesterwerke
- Konzert für Violoncello und Orchester (2009)
- A shaped sharp (2006–2007) für Saxofonquartett und Orchester
- Concerto scorrevole (2006) für Horn und Orchester
- Feuermann (2003) für Violoncello und Orchester
- Rebus, In memoriam Luciano Berio (2003) für Orchester
- Est-ce que vous êtes prêts ? (2003) Fantasie für hundert Kinder und Orchester
- Génération (2002) Concerto grosso für drei Klarinetten und Orchester
- Profils (2002) für Streichorchester
- Ritratto concertante (2000) für Klavier und Orchester
- Phonal (2000) für großes Orchester
- Montpellier variations (1999) für Klavier und Orchester
- Edifice (1995–99) Vier Stücke für Orchester

### Vokalwerke, Radiophone Werke, Filmmusik
- La voix claire (2003–04), für zwölf gemischte Stimmen
- Gardiens de phare (1997–99) Musik zum Stummfilm von Jean Grémillon (1928) für sieben Instrumente und Elektronik
- Rinvenuto (1995) Radiodrama für Rezitation, fünf Instrumentalsolisten, Orchester und Elektronik

### Musikpädagogische Werke
- Intuitio cahier I (2008–2009)
- Pas de trois für drei Flöten (2009)
- flvlpno für Flöte, Violine und Klavier (2009)